# Sofia Gueorguieva
Sofia Gueorguieva –en búlgaro, София Георгиева– (20 de septiembre de 1995) es una deportista búlgara que compite en lucha libre. En los Juegos Europeos de Minsk 2019 obtuvo una medalla de bronce en la categoría de 68 kg.

## Palmarés internacional
| Juegos Europeos | Juegos Europeos     | Juegos Europeos   | Juegos Europeos |
| Año             | Lugar               | Medalla           | Categoría       |
| --------------- | ------------------- | ----------------- | --------------- |
| 2019            | Minsk (Bielorrusia) | Medalla de bronce | 68 kg           |